# Tobatí
Tobatí – miasto w Paragwaju, w departamencie Cordillera.